# Корехидор
Корехидор (енгл. Corregidor), познат и под називом Стена (енгл. The Rock) је утврђено острво на улазу у залив Манилу, 28 наутичких миља југозападно од Маниле на Филипинима. Вулканског је порекла, дугачко око 9.5, широко до 3 км, површине око 7 km². Дели улаз у Манилски залив у два канала, Северни (шп. Boca Chica) и Јужни (шп. Boca Grande). Једино насеље на Корегидору је Сан Хозе (шп. San José) у истоименом заливу.

## Историја
Шпанци су утврдили Корехидор у 18. веку, а 1898. долази под управу САД које почетком 20. века изграђују утврђење (енгл. Fort Mills). Са утврђењима изграђеним у исто време на суседна три острвца - тврђаве Френк (енгл. Fort Frank) на острву Карабао (шп. Carabao), Добош (енгл. Fort Drum) на острву Ел Фрајле (шп. El Fraile) и Хјуџис (енгл. Fort Hughes) на острву Кабаљо (шп. Caballo) - Корегидор чини унутрашњи ланац одбране залива Маниле. Због јаких утврђења био је назван Гибралтаром Оријента.
У Другом светском рату, Корегидор је био поприште две битке између америчких и јапанских снага током рата на Пацифику: 1942. и 1945.